# Salacia farquhari
Salacia farquhari is een hydroïdpoliep uit de familie Sertulariidae. De poliep komt uit het geslacht Salacia. Salacia farquhari werd in 1924 voor het eerst wetenschappelijk beschreven door Bale. 